# Andreaea parallela
Andreaea parallela är en bladmossart som beskrevs av C. Müller 1883. Andreaea parallela ingår i släktet sotmossor, och familjen Andreaeaceae. Inga underarter finns listade i Catalogue of Life.